# Ignacio Rosa
Ignacio Rosa Pompido (Badalona; 1 de julio de 1999) es un jugador de baloncesto español. Su puesto natural en la cancha es la de ala-pívot. Actualmente forma parte de la plantilla del Gipuzkoa Basket de la Primera FEB.

## Trayectoria
Rosa ha militado en la cantera del Unicaja desde los 12 años, logrando como puesto más destacado en estos años la tercera posición en el Campeonato de España Cadete 2015. Internacional con España en todas las categorías.
En su último año de categoría Junior, Rosa fue un habitual de los entrenamientos del primer equipo. Además, con el Unicaja Rincón Fertilidad Junior de Paco Aurioles fue uno de los más destacados, siendo pieza clave para que los malagueños alcanzaran las semifinales del Campeonato de España. En el torneo nacional Ignacio Rosa fue el máximo anotador con una media de 18.1 puntos por partido, a los que añadió 8.7 rebotes y 1.7 robos, para una media de valoración de 19.9.
Otro de los puntos a resaltar de la temporada 2016-17 fue el Adidas Next Generation Tournament, celebrado en Coín del 10 al 12 de febrero. En este torneo organizado por la Euroliga, Rosa fue clave para que el Unicaja alcanzara la final, que de ganarla les hubiera llevado a la fase final de este torneo que se jugaría en el mes de mayo en Estambul. Los malagueños cayeron ante el Real Madrid por 60 a 72, pero la actuación de Rosa le hizo ser incluido en el quinteto ideal del torneo celebrado en Coín.
Rosa ya sabe lo que es vestir la camiseta del primer equipo del Unicaja. Lo hizo en la victoria de los malagueños ante el Real Betis Energía Plus, partido correspondiente a la última jornada de la Fase Regular de la Liga Endesa. Rosa disputó los últimos 2 minutos y 45 segundos de un encuentro en el que el Unicaja se impuso por 98 a 89. Al canterano le dio tiempo a coger un rebote de ataque y recibir una falta. 
En junio de 2017, el canterano firmó su primer contrato profesional con el Unicaja, que le vinculaba al club malagueño las cuatro próximas campañas. Tras su primera temporada en la que alterna el equipo filial con los entrenamientos y la disputa de varios encuentros con el primer equipo es cedido por una temporada al Oviedo Club Baloncesto de la LEB Oro.
En las filas del Liberbank Oviedo promedió 5,7 puntos y 2,5 rebotes por partido en los 14 minutos de media que jugó, anotando desde la línea de 6,75 con un 40,2% de acierto.
En julio de 2019, tras proclamarse subcampeón de Europa sub-20, Ignacio completa el juego interior del TAU Castelló de la LEB Oro. Durante su campaña en Castellón, el canterano de Unicaja jugó un total de 21 partidos en los que promedió 6,4 puntos y 4,2 rebotes en los diecisiete minutos de media que jugaba por encuentro.
En julio de 2020, firma por el Levitec Huesca de la LEB Oro.
En la temporada 2021-22, firma por el Força Lleida Club Esportiu de la Liga LEB Oro, conjunto con el que promedió 10.3 puntos y 4.1 rebotes alcanzando la Final Four de la LEB Oro.
El 10 de julio de 2022, firma por RETAbet Bilbao Basket de la Liga ACB.
En julio de 2023, firma por el San Pablo Burgos de la Liga LEB Oro.
El 5 de julio de 2024, firma por el Club Ourense Baloncesto de la Liga LEB Oro.
El 23 de diciembre de 2024, firma por el Club Baloncesto Lucentum Alicante de la Primera FEB.
En la temporada 2025-26, firma por el Gipuzkoa Basket de la Primera FEB.

## Selección nacional
- 2015. España. Europeo Sub-16, en Kaunas (Lituania).
- 2016. España. Europeo Sub-18, en Samsun (Turquía).
- 2017. España. Mundial Sub-19, en El Cairo (Egipto).